# Ouled Bouachra
Ouled Bouachra (în arabă اوالد بوعشرة) este o comună din provincia Médéa, Algeria.
Populația comunei este de 890 de locuitori (2008).